# Жиловка (Черновицкая область)
Жиловка (укр. Жилівка) — село в Ванчиковецкой сельской общине Черновицкого района Черновицкой области Украины.
Население по переписи 2001 года составляло 725 человек. Почтовый индекс — 60342. Телефонный код — 3733. Код КОАТУУ — 7323082201.

## История
В 1946 г. Указом ПВС УССР село Синжер переименовано в Жиловку.
До 2020 года входило в Новоселицкий район